# Quarteto de cordas n.º 3 (Tchaikovski)

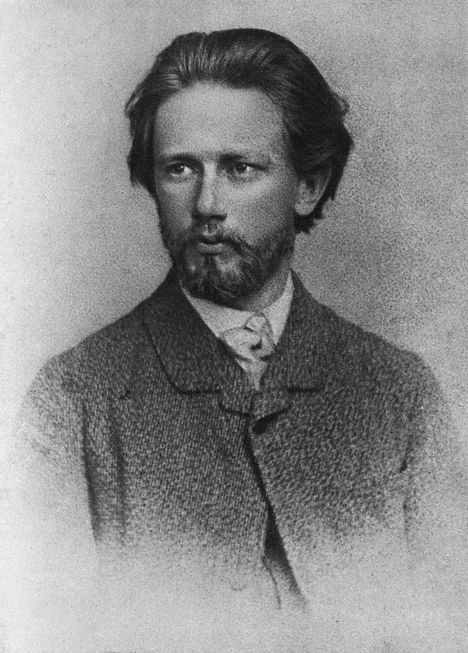
Tchaikovsky c. 1870

O Quarteto de cordas Nº 3 em Mi bemol menor, op. 30, foi escrito pelo compositor Piotr Ilitch Tchaikovski entre janeiro e fevereiro de 1876.
Teve sua estréia em Moscou, Rússia, em 30 de março de 1876, e foi dedicado à memória de Ferdinand Laub.
Tchaikovski também escreveu um arranjo do terceiro movimento para violino e piano.

## Movimentos
1. Andante sostenuto – Allegro moderato
2. Allegretto vivo e scherzando
3. Andante funebre e doloroso, ma con moto
4. Finale — Allegro non troppo e risoluto

## Instrumentação
- 2 Violinos
- 1 Viola
- 1 Violoncelo

## Duração
O Quarteto de cordas n.º 3 dura aproximadamente 37 minutos.